# Cliff Britton
Cliff Britton (Bristol, 29 agosto 1909 – Anlaby, 1º dicembre 1975) è stato un calciatore e allenatore di calcio inglese di ruolo centrocampista.

## Carriera

### Nazionale
Conta nove presenze con la maglia della propria nazionale.

## Palmarès

### Giocatore

#### Competizioni nazionali
- Second Division: 1

Everton: 1930-1931
- Campionato inglese: 1

Everton: 1931-1932
- Coppa d'Inghilterra: 1

Everton: 1932-1933
- Community Shield: 1

Everton: 1932

### Allenatore

#### Competizioni nazionali
- Third Division: 1

Hull City: 1965-1966